# 布魯塞爾自由大學 (法語)
布鲁塞尔自由大学（法語：Université libre de Bruxelles，法語發音：[ynivɛʁsite libʁ də bʁysɛl]，缩写为ULB）位於比利時布鲁塞尔首都大区，是以法語教學為主的大學，1970年从原布鲁塞尔自由大学分离而来。该校现有约24,200名学生，其中33%来自国外，教职员工也同样国际化。
2015年6月29日，在中国国务院总理李克强和比利时首相米歇尔的共同见证下，孔子学院总部与法语布鲁塞尔自由大学签署了合作设立孔子学院的协议，该孔子学院的中方合作院校为华东师范大学。

## 外部連結
- 官方网站

50°48′42″N 4°22′52″E / 50.81167°N 4.38111°E